# شراء الأراضي اليهودي في فلسطين

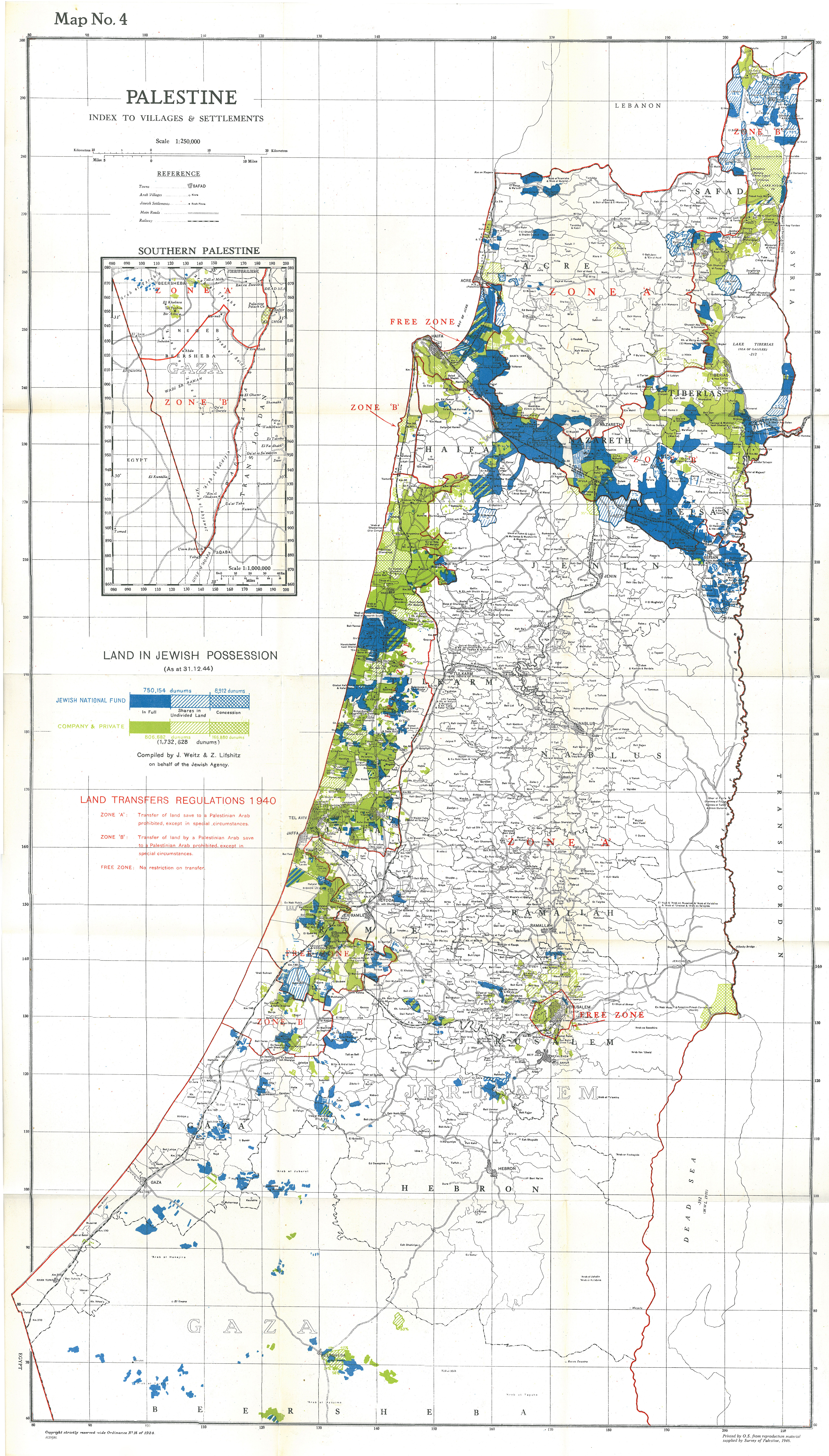
تظهر الخريطة الأراضي المملوكة لليهود منذ 31 ديسمبر 1944 بما فيها الأراضي المملوكة بالكامل والمشتركة بأراضي غير مُقسمة وأراضي الدولة خاضعة للتنازل. وهذا يشكل 6 بالمئة من مجمل مساحة الأرض، وأكثر من نصفها ملك للصندوق الوطني اليهودي وجمعية الاستعمار اليهودي في فلسطين"

شراء الأراضي اليهودي في فلسطين كان استحواذ أراض في فلسطين العثمانية و‌الانتدابية من قبل اليهود منذ ثمانينيات القرن التاسع عشر حتى تأسيس إسرائيل عام 1948. أكبر ترتيبات كهذه حتى الآن عُرفت باسم صفقة سرسق. بدءاً من عام 1944 استولى اليهود على 6 بالمئة فقط من الأراضي في فلسطين.

## خلفية

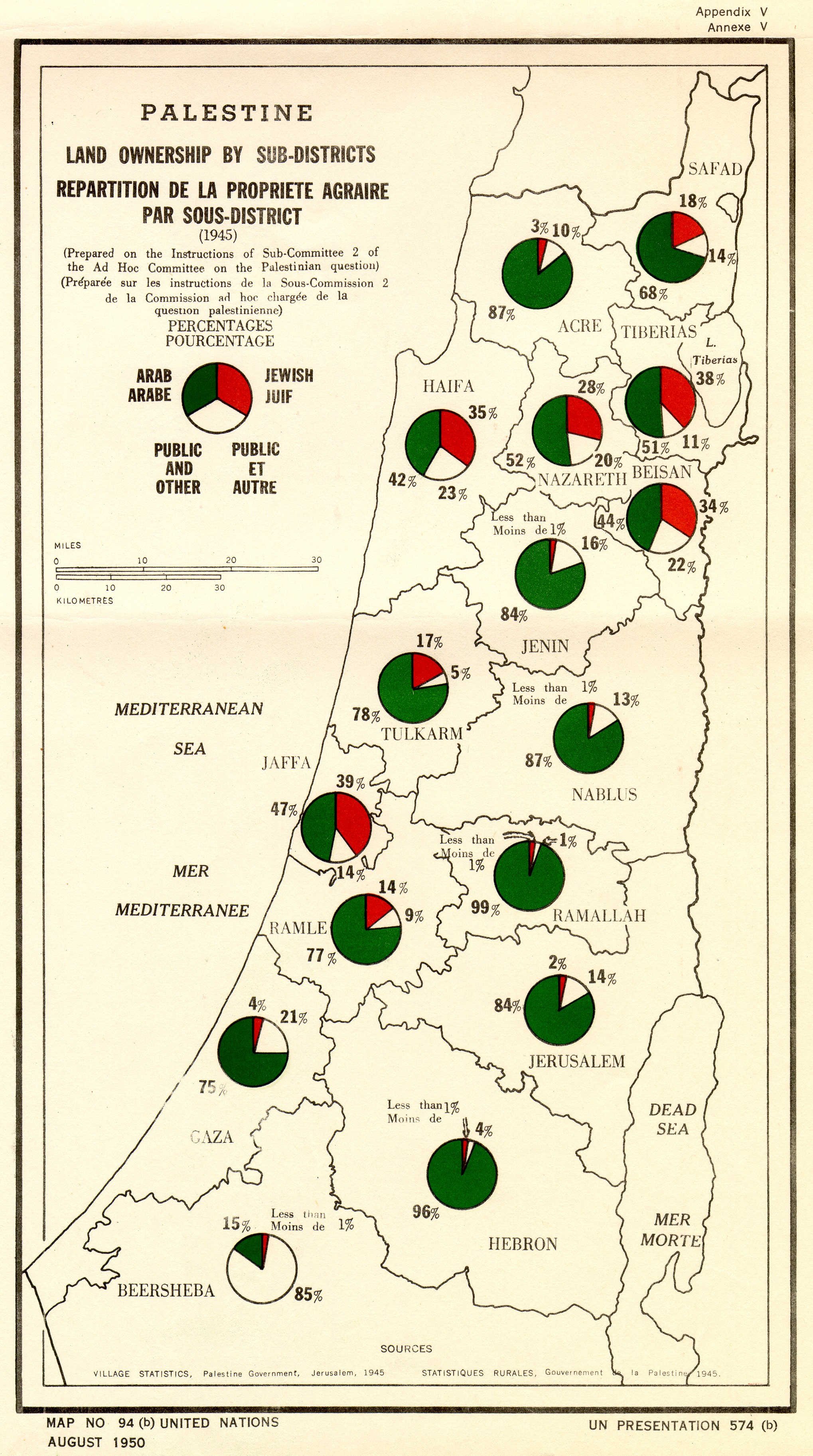
ملكية الأراضي الزراعية في فلسطين حسب القضاء

قرب نهاية القرن الـ19، نتج عن تأسيس حركة الصهيونية، أن العديد من اليهود الأوروبيين هاجروا إلى فلسطين. معظم عمليات شراء الأراضي بين أواخر ثمانينيات القرن التاسع عشر والثلاثينات من القرن العشرين كانت تقع في المنطقة الساحلية، بما فيها "عكا إلى الشمال، و‌رحوبوت إلى الجنوب، وسهل مرج ابن عامر (يزرعيل) و‌غور الأردن وإلى حد أقل في الجليل. الهجرة أثرت على فلسطين بعدة طرق، بما فيها اقتصادياً وسياسياً.
يذكر التلمود الواجب الديني باستيطان أرض إسرائيل. هذا يسمح برفع بعض القيود الدينية بشأن مراعاة الشبات لتعزيز مكانتها واستيطانها.

## عمليات شراء الأراضي

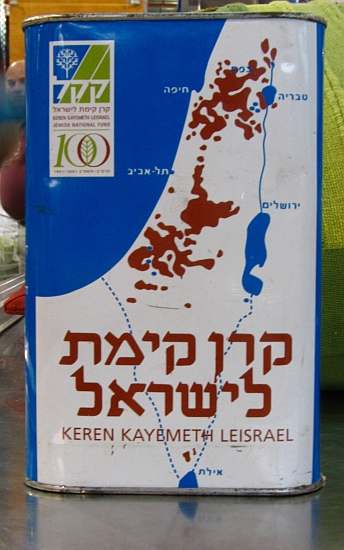
صناديق جمع من قبل الصندوق القومي اليهودي لتمويل مشتريات الأراضي في فلسطين تم توزيعها على اليهود منذ عام 1904

في النصف الأول من القرن الـ19، لم يُسمح للأجانب بشراء أراض في فلسطين. كانت هذه هي السياسة العثمانية الرسمية حتى عام 1856 وتطبيقًا حتى عام 1867. عندما تعلق الأمر بالطموح الوطني للحركة الصهيونية، عارضت الإمبراطورية العثمانية فكرة الحكم الذاتي اليهودي داخل فلسطين، خوفاً من أنها قد تفقد السيطرة على فلسطين بعد خسارتها مؤخراً لأقاليم أخرى للقوى الأوروبية المختلفة. في عام 1881، أقرّت الإدارة الحكومية العثمانية العثمانية أن اليهود الأجانب يمكنهم الهجرة إلى أي مكان والاستقرار فيه في الإمبراطورية العثمانية، باستثناء فلسطين ومن عام 1882 حتى هزيمتهم عام 1918، قيّد العثمانيون بشكل مستمرّ الهجرة اليهودية والمشتريات في فلسطين. عام 1892، قررت الحكومة العثمانية حظر بيع الأراضي في فلسطين إلى اليهود، حتى لو كانوا مواطنين عثمانيين. ومع ذلك، خلال أواخر القرن الـ19 وبداية القرن الـ20، تمّ شراء العديد من الأراضي الناجحة من خلال منظّمات مثل الجمعية اليهودية للاستعمار في فلسطين وشركة تطوير أراضي فلسطين، و‌الصندوق القومي اليهودي.
قانون الأراضي العثماني عام 1858 أحدث الاستيلاء من قبل العائلات المتنفذة والثرية في بيروت ودمشق، وإلى حد أقل، القدس ويافا وغيرها من عواصم المناطق الفرعية، مساحات شاسعة من الأراضي في سوريا وفلسطين وسجلها باسم تلك العائلات في سجلات الأراضي. كثير من الفلاحين لم يفهموا أهمية السجلات ولذلك استغلت العائلات الثرية ذلك. المشترون اليهود الذين كانوا يبحثون عن مساحات كبيرة من الأراضي أحبوا شراءها من المالكين الأثرياء. كما أن كثيراً من المزارعين الصغار أصبحوا مدينين للعائلات الثرية مما أدى إلى نقل الأراضي إلى المالكين الجدد ثم في النهاية إلى المشترين اليهود.
عام 1918، بعد الغزو البريطاني لفلسطين، أغلقت الإدارة العسكرية سجل الأراضي ومنعت بيعها. أُعيد فتح السجل عام 1920، ولكن لمنع التكهنات وضمان رزق الفلاحين، تم إصدار مرسوم يمنع بيع أكثر من 300 دونم من الأرض، أو بيع أراضٍ قيمتها أكثر من 3,000 جنيه فلسطيني من دون موافقة المفوض السامي.
من ثمانينيات القرن الـ19 حتى الثلاثينيات، تم شراء معظم الأراضي اليهودية في السهل الساحلي، ومرج ابن عامر، وغور الأردن وإلى حد أقل في الجليل. كان ذلك بسبب أفضلية الأرض التي كانت رخيصة ومن دون المستأجرين. كان هناك سببان رئيسيان لكون هذه المناطق قليلة السكان. السبب الأول كان عندما بدأت السلطة العثمانية في المناطق الريفية بالتضاءل في القرن السابع عشر، انتقل العديد من الناس إلى مناطق مركزية أكثر لضمان الحماية من قبائل البدو غير الخاضعة للقانون. السبب الثاني للكثافة السكانية المنخفضة في السهول الساحلية كان نوع التربة. التربة المغطاة بطبقة من الرمال، جعلت من المستحيل زراعة المحاصيل الأساسية في فلسطين، الذرة. وكنتيجة لذلك، بقيت هذه المنطقة غير مزروعة وغير مأهولة بالسكان. «السكان العرب القلائل في المناطق التي يشتري منها اليهود أراضيهم أتاحوا لليهود القيام بعملية الشراء من دون التسبب في إزاحة وإخلاء السكان العرب.»
في ثلاثينيات القرن العشرين، تم شراء معظم الأراضي من مالكي الأراضي. من الأراضي التي اشتراها اليهود، تم شراء 52,6 بالمئة من مالكي الأراضي غير الفلسطينيين، 24,6 بالمئة من مالكي الأراضي الفلسطينيين، 13,4 بالمئة من الحكومة والكنائس، والشركات الأجنبية، و9,4 بالمئة فقط من الفلاحين.
في 31 ديسمبر 1944، من أصل 1,732,63 مليون دولار من الأراضي المملوكة في فلسطين من قبل الشركات اليهودية الكبيرة والمالكين الخاصين، كانت حوالي 44 بالمئة منها بحوزة الصندوق الوطني اليهودي.
بنهاية الانتداب، أكثر من نصف الأراضي المملوكة لليهود امتلكها أكبر صندوقين يهوديين، الصندوق الوطني اليهودي وجمعية الاستعمار اليهودي في فلسطين.
بنهاية فترة الحكم البريطاني في عام 1948، زرع المزارعون اليهود 425,450 دونماً من الأراضي، بينما كان لدى المزارعين الفلسطينيين 5,444,700 دونماً من الأراضي المزروعة.

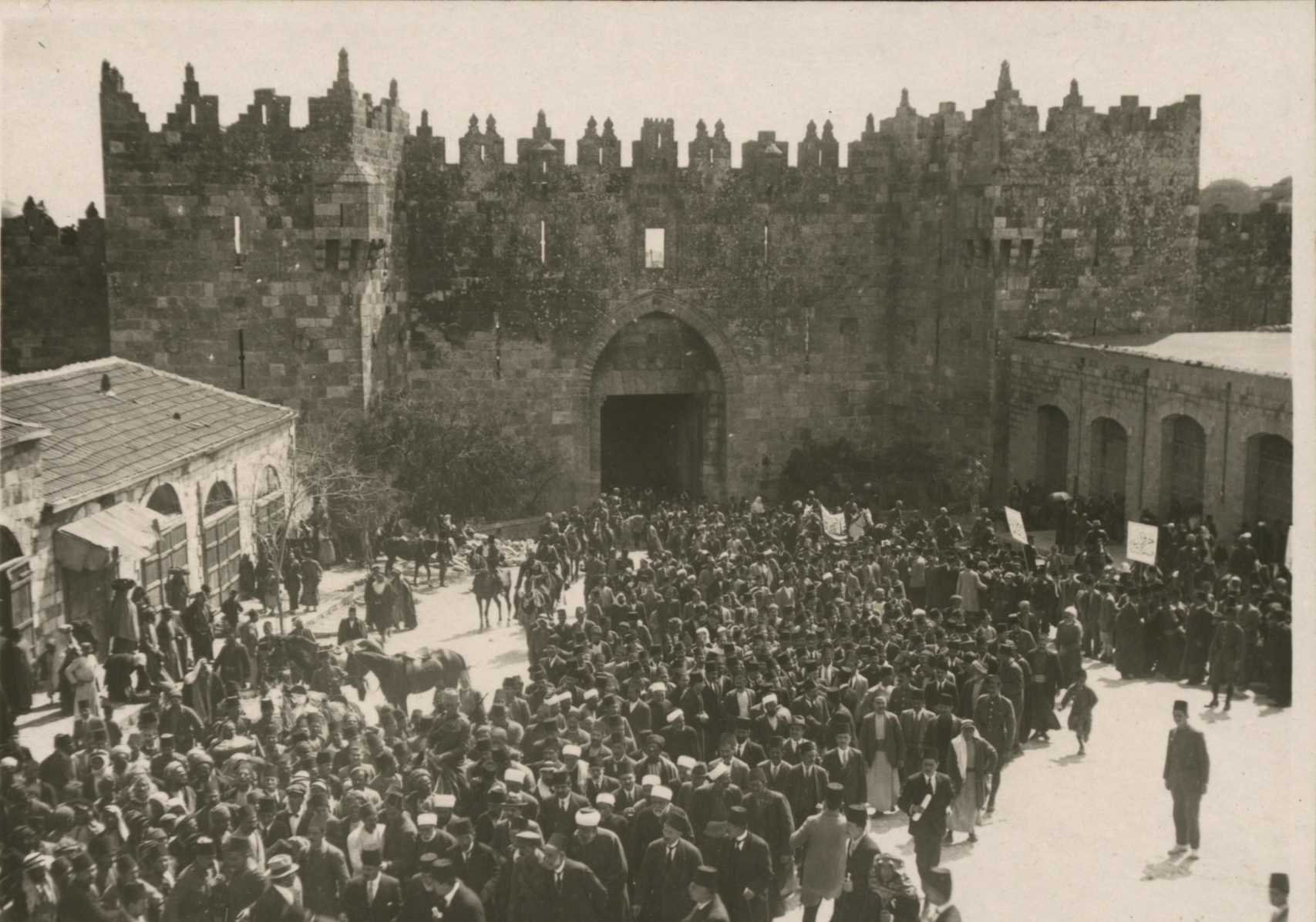
مظاهرة معادية للصهيونية عند باب العامود، 8 مارس 1920

## لجنة بيل
قامت الحكومة البريطانية بتعيين لجنة بيل للتحري عن أسباب الاضطراب المدني في فلسطين. استنتاجات اللورد بيل بخصوص شراء الأراضي كانت كالتالي:
[...]
حتى الآن، استفاد المزارع العربي من عمل الإدارة البريطانية ومن وجود اليهود في البلاد. ولكن يجب ممارسة أكبر قدر من الحذر لرؤية أنه في حال تزايدت مبيعات الأراضي من قبل العرب إلى اليهود من حقوق أي مستأجر عربي أو مزارع عربي يتم الحفاظ عليها. لذلك، يجب أن يُسمح بالاستغناء عن الأراضي الواسعة بالزراعة المكثفة وحسب. في المقاطعات الريفية، لا يُوجد توقع للعثور على مكان إقامة لأي زيادة كبيرة في عدد السكان. في الوقت الحاضر، ولسنوات عديدة قادمة، لن تحاول السلطة الانتدابية تسهيل استقرار اليهود بشكل عام في المناطق الجبلية.
يعود النقص في الأراضي إلى زيادة أعداد العرب لا للشراء من قبل اليهود. زعم العرب أن اليهود قد حصلوا على نسبة كبيرة جداً من الأرض الجيدة لا يمكن مساندته. معظم الأراضي التي تحوي بساتين البرتقال كانت عبارة عن كثبان رملية أو مستنقعات وغير مزروعة حين تم شراؤها.

## التأثير على السكان
مدير التطوير لويس فرينش، أسّس سجلّاً للعرب غير الملاك عام 1931. من بين 3271 متقدّماً، فقط 664 متقدّماً تم قبولهم والباقي مرفوض. يشير بوراث إلى أن عدد العرب المشردين قد كان أكبر بكثير، بما أن تعريف فرينش لـ«العرب بلا أراضي» استبعد الذين باعوا أراضيهم، والذين امتلكوا أراضيهم في مكان آخر، والذين حصلوا منذ ذلك الحين على أرض أخرى حتى لو لم يكونوا قادرين على زراعتها بسبب الفقر أو الدين، والأشخاص المشردين الذين لم يكونوا مزارعيين، لكن لديهم وظائف كمحراث أو عامل.

## وصلات خارجية
- Land ownership in Palestine (1957)